# Велико Брдо
Велико Брдо (словен. Veliko Brdo) — поселення в общині Ілірська Бистриця, Регіон Нотрансько-крашка, Словенія. Висота над рівнем моря: 627,1 м.